# Ušumun
Ušumun è una cittadina della Russia estremo-orientale, situata nella oblast' dell'Amur. Dipende amministrativamente dal rajon Magdagačinskij, del quale è il capoluogo.
Sorge nella parte centrale della oblast', lungo la ferrovia Transiberiana, non lontano dal confine con la Cina.